# Вулкан (мифология)
Вулкан (лат. Vulcanus или лат. Volcanus) в древнеримской мифологии — бог разрушительного и очистительного огня. Изначально отвечал и за небесный огонь, а именно молнии, а также отождествлялся с Солнцем. Впоследствии эти функции перешли к Юпитеру и Солу. С развитием ремёсел, предполагающих использование огня, Вулкан стал покровителем кузнецов и литейщиков и в связи с этим стал походить на Гефеста — на персонажа из древнегреческой мифологии, с которым его и отождествили.

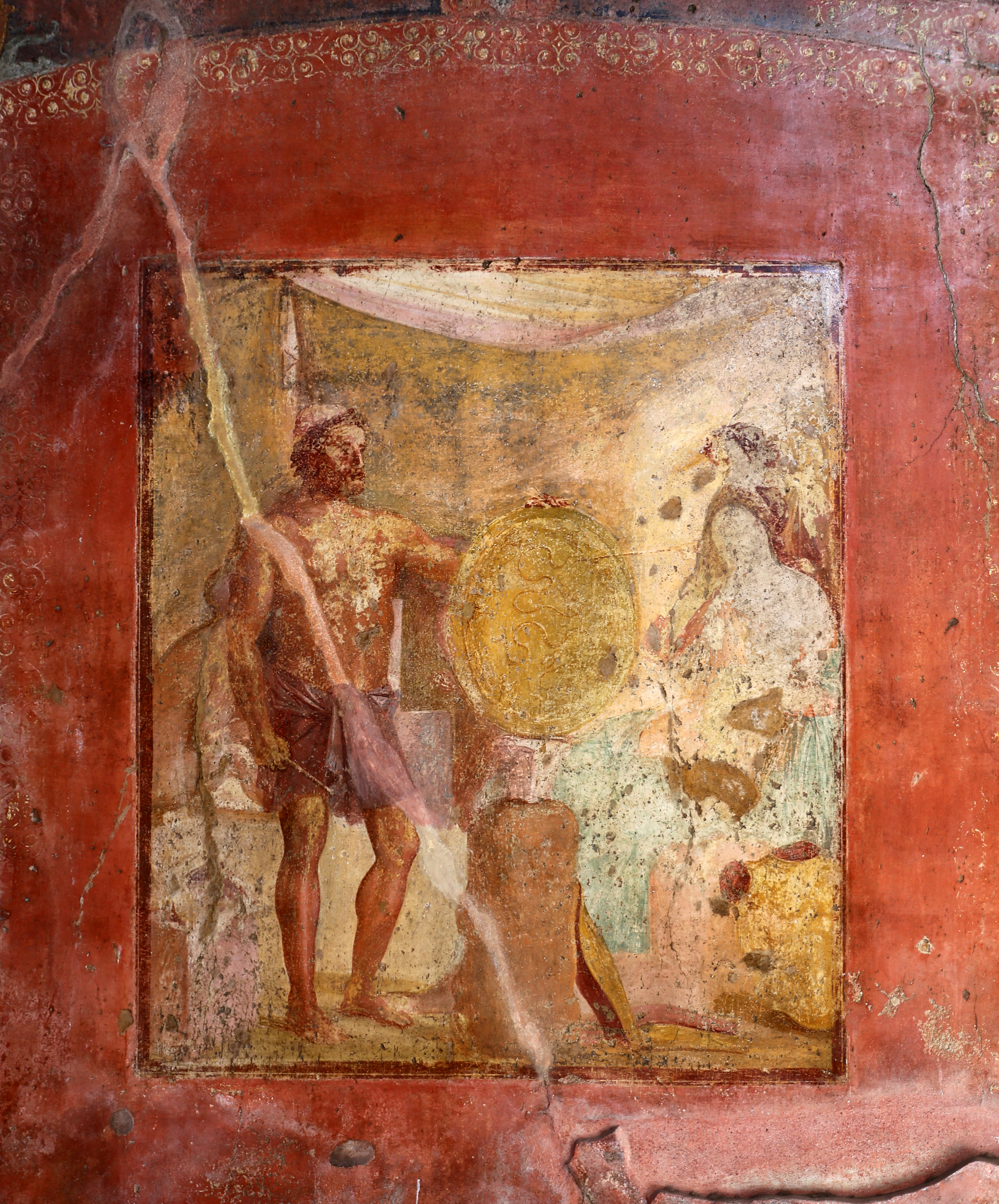
Вулкан-Гефест, античная фреска из Помпей

На римском форуме находился алтарь, посвящённый Вулкану, — Вулканал. В период Римского царства в этом месте проходили собрания. Храм бога огня был вынесен за пределы города.

## Этимология
Происхождение имени неясно. Древнеримский учёный-энциклопедист Марк Теренций Варрон утверждал, что оно связано с латинскими словами, имеющими отношение к молнии (лат. fulgur), которые, в свою очередь, связаны с огнём (лат. ignis). Этой же версии придерживался британский филолог У. У. Скит.
В 1842 году итальянским филологом и археологом Джампьетро Секки было сделано предположение о происхождении слова «Вулкан» от имени бога природы и подземного мира минойской цивилизации Велханоса. По мнению Жерара Капдевиля, критский Велханос стал прообразом этрусского Велханса, который, в свою очередь, трансформировался в римского Вулкана.

## Функции
Представление о боге огня Вулкане — одно из самых древних в древнеримской мифологии. Антиковеды даже считают его более древним, чем культ верховного бога Юпитера. Огонь мог быть одновременно как благотворящим, так и разрушающим. Возле огня человек мог согреться, а также приготовить пищу. По мнению древних племён, населявших Италию, в случае недовольства бога огонь выходил из-под контроля и уничтожал всё на своём пути.
На начальных этапах зарождения религиозных верований у италиков Вулкан отвечал не только за земной огонь, но и за небесный. Молнии были в его владении, а сам он являлся персонификацией Солнца. Впоследствии эти функции перешли к богу Солнца Солу и Юпитеру.
С развитием ремёсел, предполагавших использование огня, Вулкан стал покровителем плавильщиков, литейщиков и кузнецов, получив эпитет лат. Mulciber — «плавильщик». В результате он стал походить на персонажа из древнегреческой мифологии — Гефеста, с которым его и отождествили.
В III столетии, на фоне масштабного кризиса в Римской империи, религиозные верования римлян модифицировались и видоизменились — как вследствие изменений жизненных условий, так и под влиянием распространившихся восточных культов. Вулкану стали приписывать магические функции; наделили его способностью откладывать предписанное судьбой на десять лет. В этом находит отображение возникновение верования о способности богов не только совершать сверхъестественные поступки, но и изменять время. Согласно комментариям Мавра Сервия Гонората, Вулкана начали представлять главой человеческого рода. На фоне распространения культа Солнца особенное почитание получил огонь и «связанный с ним Вулкан как верховное божественное начало, занимавшее первое место среди составляющих мир элементов».

## Культ

### Почитание
Культ Вулкана, по преданию, был принесён в Рим сабинами и их легендарным царём Титом Тацием вскоре после создания города Ромулом и ещё при его жизни. Особо чтили бога огня Вулкана литейщики, которые присоединяли его к пенатам (личным богам-хранителям и покровителям своей семьи и домашнего очага).
Существовала практика сжигания трофейного оружия в честь Вулкана.
За соблюдением правильного исполнения жертвоприношений, празднеств в честь бога огня на государственном уровне был ответственным один из двенадцати младших фламинов.

### Алтари и храмы

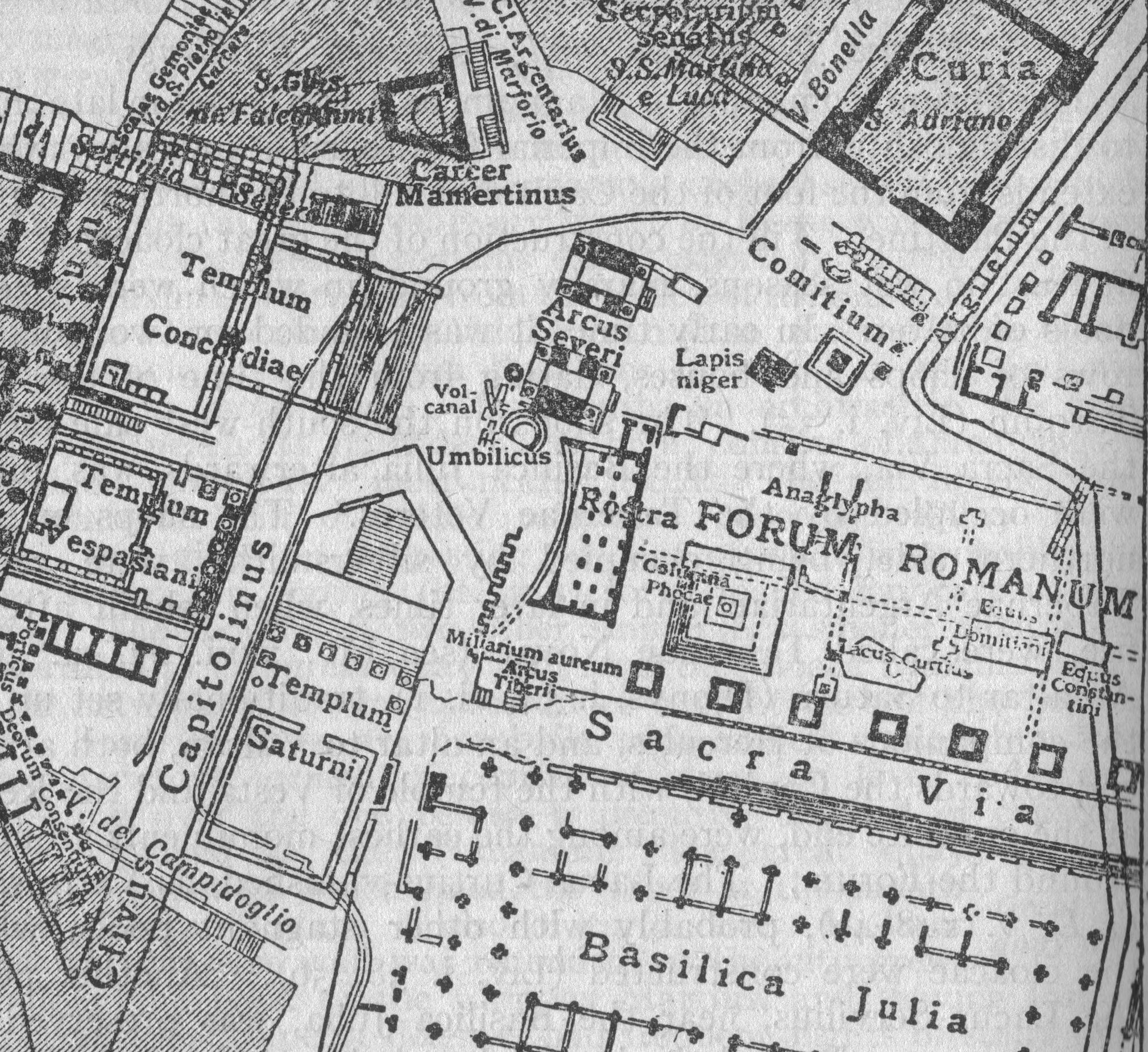
Месторасположения Вулканала на схематической карте римского форума первой половины XX столетия представлено в верхнем правом углу

На римском форуме у подножья Капитолийского холма располагались посвящённые Вулкану алтарь и терраса с кипарисами, Вулканал. По преданию, их построили ещё при Ромуле. Вулканал был одним из наиболее священных, в понимании древних римлян, мест города. На начальном периоде Римского царства он служил местом, где правители Рима проводили собрания.
Храм Вулкана, по легенде построенный Ромулом, был вынесен за пределы померия на Марсово поле. Одна из приведённых Плутархом версий гласит, что римляне хоть и почтили бога огня храмом в его честь, но символически вынесли святилище за пределы городских стен, так как город часто страдал от пожаров.
Кроме Рима, храмы и святилища Вулкану строили и в других городах Римской империи.

### Праздники
Фестиваль Вулкана, Вулканалия, отмечался каждый год 23 августа, когда из-за летней жары был наибольший риск возгорания амбаров и зерна. Во время фестиваля в костры, которые разжигали для почтения бога, бросали живую рыбу или небольших животных в качестве жертвоприношения и выкупа за души людей, что предположительно может свидетельствовать о первоначальной связи культа Вулкана с человеческими жертвоприношениями.
Кроме вулканалий, ему посвящали тубилустрии — праздник, связанный с духовыми инструментами, которые, как и любые другие металлические предметы, были связаны с искусством, покровителем которого являлся Вулкан. Также ему совершали жертвоприношения тибрские рыбаки на своём празднике 7 июня.

## Мифы

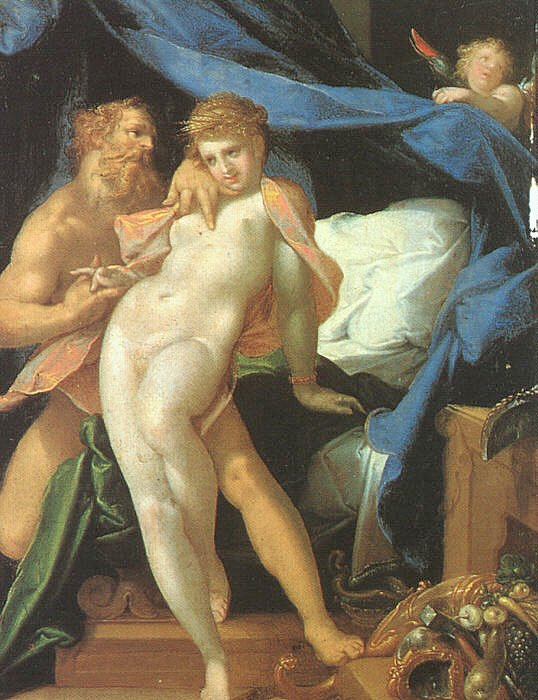
Вулкан и Майя. Картина Бартоломеуса Спрангера второй половины XVI столетия

Представления о Вулкане значительно видоизменялись в течение тысячи лет существования его культа. Если вначале он был одним из главных божеств, то с течением времени его роль значительно уменьшилась. В индигитаментах — священных книгах римских понтификов, написанных до слияния древнеримских и древнегреческих религиозных верований и известных по цитатам античных писателей, — супругой Вулкана была богиня плодоносной земли Майя.
По мере эллинизации римской религии, когда греческая мифология стала отождествляться с римской, а традиционным богам для Рима соответствовать греческие прототипы, Вулкан приобрёл черты Гефеста. Вместе с ними он «получил» родителей Юпитера и Юнону, аналогов древнегреческих Зевса и Геры, а также жену Венеру, ставшую прототипом Афродиты (в статье не приводится дублирующаяся информация о древнегреческих мифах, связанных с Гефестом, которые могут быть экстраполированы на Вулкана).

### Дети Вулкана
Сыном Вулкана в античных источниках выступает Цекул, легендарный основатель Пренесте. Появившийся в очаге ребёнок получил своё имя от латинского слова лат. caeculto («плохо видеть»), так как дым повредил младенцу глаза. Когда Цекул вырос, то собрал вокруг себя соседние племена и начал уговаривать их перейти жить на новое место под его начало. Вулкан, чтобы подтвердить его божественное происхождение, окружил собравшихся людей кольцом огня.
Ещё одним сыном Вулкана некоторые античные источники представляют шестого царя Рима Сервия Туллия. По преданию, его мать Окрисия попала в рабство к Танаквиле, жене царя Луция Тарквиния Приска. Во время выполнения ритуала возлияния вина на алтарь бога Вулкан пленился красивой рабыней и овладел Окрисией. От этой связи и родился будущий римский царь Сервий Туллий.

### Мастерские Вулкана

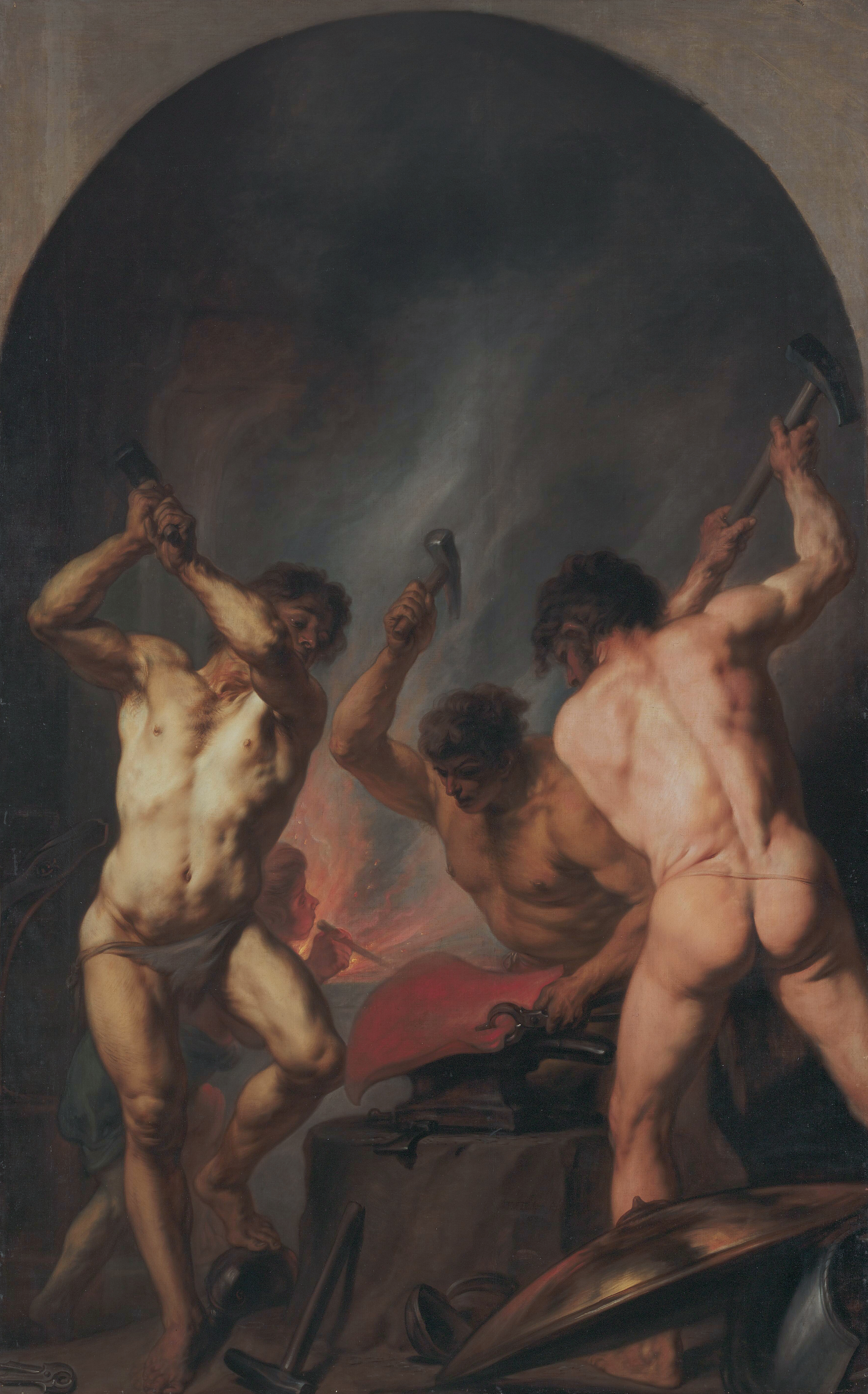
Кузница Вулкана. Картина Теодора ван Тюльдена 1649 года

Согласно верованиям древних римлян, мастерские бога огня Вулкана располагались глубоко в недрах земли под горами. Когда там особо усиленно работали, то дым и огонь могли вырываться наружу. Такие горы стали называть вулканами. Это слово перешло и в другие языки и сохранилось по сегодняшний день.
В «Энеиде» Вергилия содержится описание мастерской на острове Вулькано, в которой Вулкан с помощью циклопов, по просьбе своей жены Венеры, выковал Энею доспехи.

## Вулкан в искусстве
В XV—XVIII столетиях в европейской живописи были популярными сюжеты, изображавшие определённые сцены из древнегреческих мифов о Гефесте; при этом он именовался Вулканом. К таковым относят «Венера в кузнице Вулкана» (картины Джулио Романо, Франческо Пармиджанино, Джорджо Вазари, Якопо Пальма Младшего, Питера Рубенса, Антониса ван Дейка, Антуана Куапеля, Франсуа Буше и др.), «кузница Вулкана» (картины Франческо Приматиччо, Пьетро да Кортона, Франческо Бассано, Тициана, Диего Веласкеса, Луки Джордано, Джованни Баттисты Тьеполо и др.), «Марс и Венера, застигнутые Вулканом» (картины Тинторетто, Xубрехта Гольциуса, Рембрандта, Луки Джордано, Франсуа Буше и др.), «Фетида у Вулкана» (картины Рубенса, Мартена ван Хемскерка) и др.
Скульптура Вулкана установлена в американском городе Бирмингем, штат Алабама.

## Вулкан на монетах

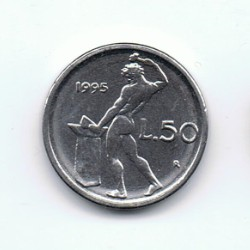
Вулкан на пятидесяти итальянских лирах 1995 года

Вулкан, как бог кузнецов, был покровителем монетной чеканки, однако его изображение помещали на монеты весьма редко. Впервые он появляется на додрансе — 3⁄4 асса II века до н. э., а также денарии 102 г. до н. э. В императорскую эпоху Вулкан встречается на монетах периода гражданской войны 68—69 годов н. э., императоров Валериана, Галлиена и Клавдия Готского.
Вновь на отчеканенных в Риме монетах Вулкан появился через 1700 лет. На реверсе 50 лир 1954—1995 годов из акмонитала поместили Вулкана за работой.